# Jacob Herman Friedrich Kohlbrügge
Jacob Herman Friedrich Kohlbrügge (ur. 28 marca 1865 w Wertherbruch, zm. 24 sierpnia 1941 w Zeist) – holenderski lekarz, anatom i antropolog.
Uczęszczał przez dwa lata do szkoły kadetów, od 1884 do 1889 studiował na Uniwersytecie w Utrechcie. W 1890 ukończył studia we Fryburgu Bryzgowijskim. Następnie uczył się zoologii w Paryżu i w stacji zoologicznej w Neapolu. Od 1892 praktykował jako lekarz w Indiach Holenderskich. od 1899 z powrotem w Holandii, został docentem w Utrechcie. Od 1901 do 1905 podróżował do Indii i na Jawę. W 1906 został profesorem anatomii i antropologii fizycznej, w 1913 profesorem etnologii. W 1935 przeszedł na emeryturę.

## Prace
- Lijst van werken en geschriften van en over H.F. Kohlbrügge, benevens eene voorrede, bevattende eenige bijzonderheden betreffende diens afzetting als proponent en verhouding tot afscheiding enz: opgesteld en voor vrienden in het licht gegeven. Scheffer & Co., 1887
- Critiek der descendentietheorie. N. V. A. Oosthoek's Uitg. Mij., 1936